# Colin Lucas
Colin Anderson Lucas (Londra, 1906 – 1984) è stato un architetto britannico.
Membro dell'Avanguardia architettonica negli anni 1930, progettò il quartiere londinese di Roehampton (1951).